# Provotorova (Koersk)
Provotorova (Russisch: Провоторова) is een dorp (derevnja) in de Russische oblast Koersk, district Oktjabrski, selsovjet Nikolski.

## Geografie
Provotorova ligt op het Centraal-Russisch Plateau, op de rivier de Rogozna (de rechter zijrivier van de Sejm), 30 km ten noordwesten van Koersk, 22 km ten noordwesten van Prjamitsyno, aan de noordelijke grens van het selsovjetcentrum – Stojanova.

### Klimaat
Het lokale klimaat is vochtig continentaal, met significante regenval gedurende het hele jaar (Dfb volgens de klimaatclassificatie van Köppen).

## Inwonersontwikkeling
| Jaar | Aantal inwoners |
| ---- | --------------- |
| 2002 | 91              |
| 2010 | 61              |

Opmerking: Volkstelling

## Economie en infrastructuur
Er zijn 46 huizen in de plaats.

### Verkeer
Provotorova ligt 22 km van de federale autoweg M-2 of Krim.
1. Malaja Dolzjenkova · 2. Malaja Dolzjenkova · Adojeva · Aleksejevka · Aljabjeva · Anachina · Andrianovka · Artjoechovka · Avdejeva · Balytsjevo · 
Bolsjoje Dolzjenkovo · Bolsjoje Gostevo · Bolsjoje Oemrichino · Bykanovo · Djakonovo · Djoemina · Dmitrijevka · Dontsy · Filippova · Gorboelino · Gremjatsjka · Iljitsja · Jakovlevka · Jaksjina · Joerjevka · Kalinovka · Katyrina · Kolosovka · Korabljova · Kosinova · Koerjanov · Lebedin · Lipina · Ljoettsjina · Lobazovka · Lozovskoje · Malaja Gosteva · Malaja Oemrichina · Maljoetina · Maslova · Michajlovka · Mitrofanova · Nikolskoje · Nizjnjaja Gorboelina · Nizjnjaja Malychina · Nizjnjaja Mazneva · Nizjnjaja Plaksina · Nizjnjaja Vorobzja · Ochotsjevka · Ozerki · Perkova · Pervomajski · Plotava · Pokrovski · Pokrovskoje · Polovneva · Pozdnjakova · Provotorova · Prjamitsyno · Pyzjova · Repina · Reoetova · Rojkovo · Rozjkova · Sjatov · Sjoeklinka · Sejmski · Semenichina · Skripkin · Soboleva · Sokolovka · Sorokina · Sovetskaja Derevnja · Starkovo · Stojanova · Stresjnevka · Stresjnevski · Soechodolovka · Sviridova · Tsjerkassy · Tsjermosjnoj · Tsjernitsyno · Vanina · Verchnije Postojalyje Dvory · Verchnjaja Gorboelina · Verchnjaja Malychina · Verchnjaja Mazneva · Voloboejevo ·  Zakoebanovka · Zaretsje · Zjoeravlinka · Zjoeravlino · Zjoeravlinski